# Gyalomia
Gyalomia is een geslacht van vlinders van de familie spanners (Geometridae), uit de onderfamilie Ennominae.

## Soorten
- G. aquaemontana Prout, 1913
- G. elatina Prout, 1913